# Singapore (Lokomotive)

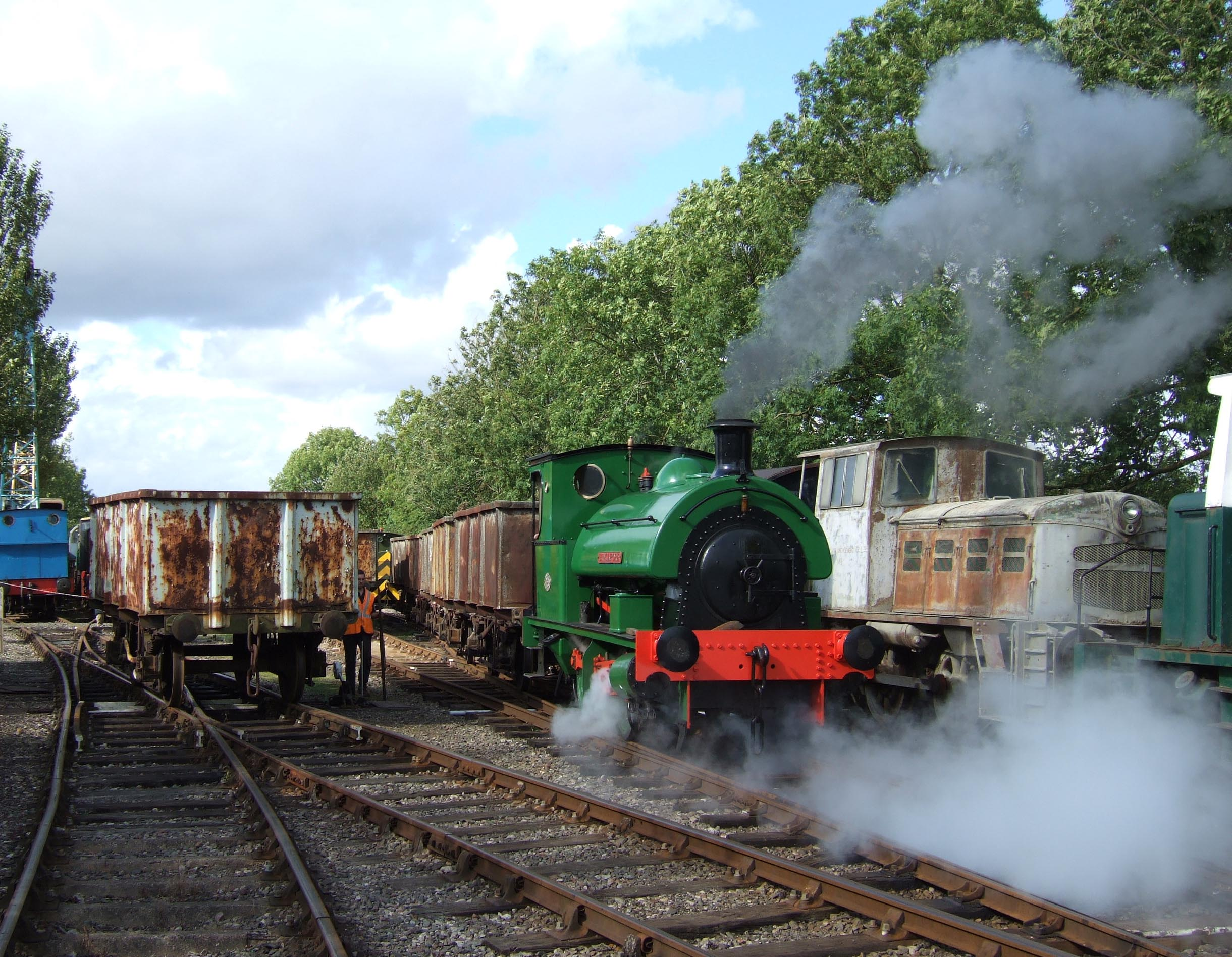
Dampflokomotive Singapore mit einem Güterzug im Rutland Railway Museum

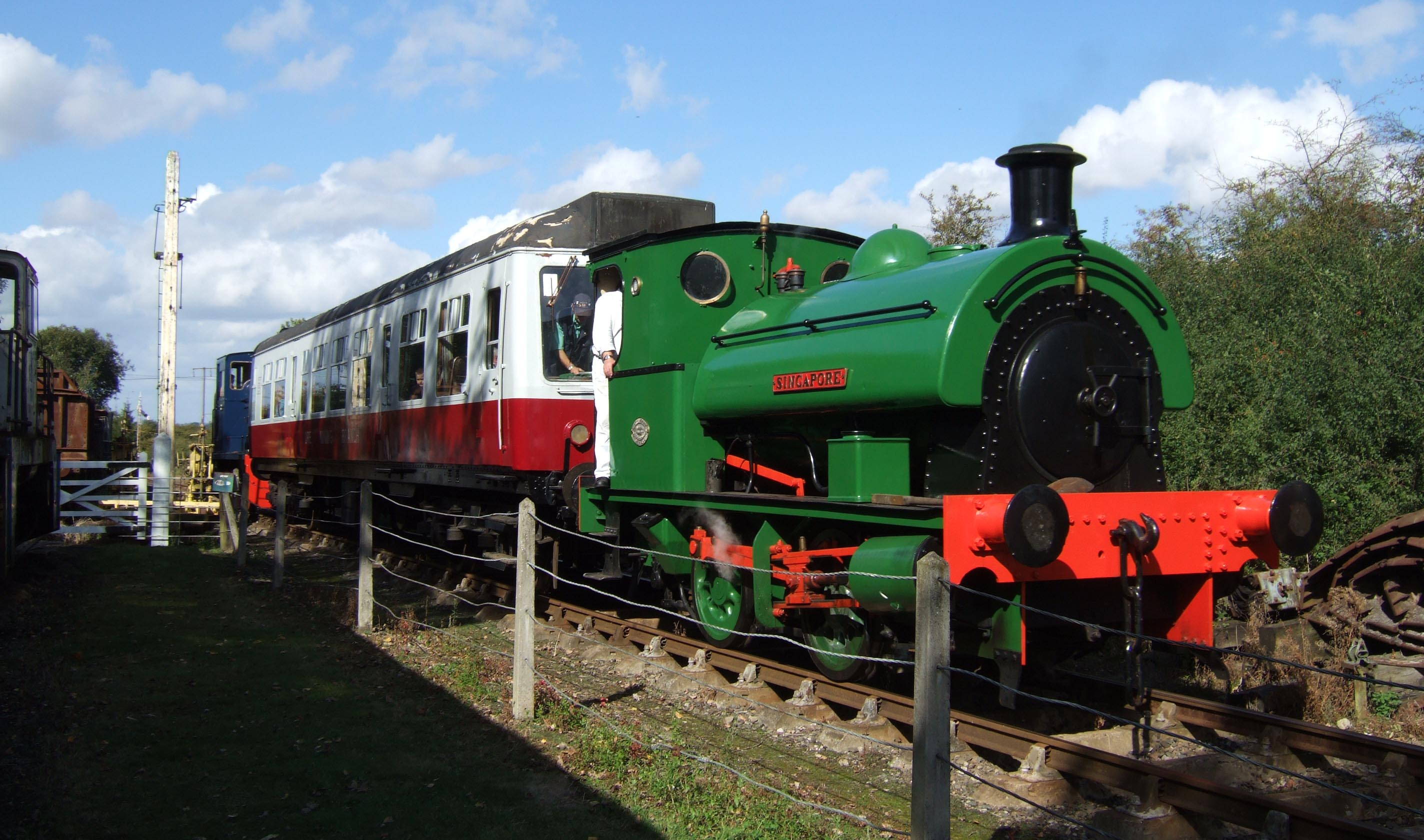
Dampflokomotive Singapore mit einem Personenzug im Rutland Railway Museum

Die normalspurige Dampflokomotive Singapore wurde 1936 von R. & W. Hawthorn, Leslie & Co. Ltd. mit der Achsfolge 0-4-0ST und der Werksnummer 3865 gebaut. Sie wurde im Rahmen der Singapur-Strategie ursprünglich im Singapore Dockyard der britischen Singapore Naval Base in Singapur eingesetzt.

## Geschichte
Die ersten Pläne, in Singapur einen Militärhafen einzurichten, wurden in den frühen 1920er Jahren entworfen. Der Budgetantrag für Vermessungsarbeiten wurde 1923 genehmigt. Daraufhin wurde der Standort an der Straße von Johor ausgewählt und mit den ersten vorbereitenden Arbeiten begonnen, die aber im November 1923 bereits wieder eingestellt wurden. Im November 1924 wurden die Arbeiten wieder aufgenommen.
Ende 1925 wurden 7 Offiziere und 25 Mannschaftsdienstgrade für den Einsatz in Singapur abkommandiert. Es gab anfangs nur ein Flotten-Tankschiff C450 und einen 18 m (60 Fuß) langen Dampf-Schlepper.
Die neugebaute Dampflokomotive wurde 1936 an den Singapore Dockyard ausgeliefert und bekam dort die Yard No. 10 und den Namen Singapore. Bei der japanischen Invasion während des Zweiten Weltkriegs wurde sie 1942 beschädigt, bevor sie beschlagnahmt wurde und die für ihren Betrieb zuständigen alliierten Soldaten gefangen genommen wurden. Die Einschusslöcher sind heute noch in der Lokomotive sichtbar.
Die Lokomotive wurde 1953 nach Großbritannien zurückimportiert und im Chatham Dockyard eingesetzt, bis sie 1972 ausgemustert und verkauft wurde. Die Lokomotive wird heute als ein bewegliches Denkmal für die Kriegsgefangenen im Fernen Osten im Rutland Railway Museum in Cottesmore nordöstlich von Oakham, in Rutland, England ausgestellt.
Die Lokomotive wurde seit 2007 im Freien ausgestellt, wobei ihr Farbanstrich stark verwitterte. Mitte Oktober 2016 wurde sie neu lackiert und kosmetisch restauriert. Sie wurde daraufhin bei der Gedenkfeier zur Fertigstellung der als Death Railway bekannten Thailand-Burma-Eisenbahn, bei deren Bau 12.500 Kriegsgefangene starben, öffentlich ausgestellt. Die Lokomotive soll in ein neues Ausstellungsgebäude gebracht werden, in dem sie vor der 70-Jahr-Feier des Endes des Zweiten Weltkriegs kosmetisch weiter überarbeitet und neu lackiert werden wird.